# Eritreai labdarúgó-szövetség
Az eritreai labdarúgó-szövetség (angolul: Eritrean National Football Federation, rövidítve ENFF) Eritrea nemzeti labdarúgó-szövetsége. A szövetség szervezi az ország labdarúgótornáit, és működteti az eritreai labdarúgó-válogatottat. 1992-ben alapították, 1994-től a CAF, 1998-tól a FIFA tagja.

## Külső hivatkozások
- Eritrea Archiválva 2018. június 22-i dátummal a Wayback Machine-ben a FIFA honlapján
- Eritrea a CAF honlapján